# Utrata (Opole)
Pour les articles homonymes, voir Utrata.
Utrata est une localité polonaise du gmina de Izbicko, située dans le powiat de Strzelce en voïvodie d'Opole.
La localité portait officiellement le nom de Zauche lorsqu'elle se trouvait en Allemagne, avant d'être annexée par la Pologne.